# Списак епизода серије Јужни ветар: На граници
Телевизијска серија Јужни ветар: На граници емитује се од 25. фебруара 2023. на РТС 1. Састоји се од 12 епизода.

## Радња
Серија Јужни ветар: На граници бави се борбом светских сила - Русије, Америке и Европе, криминалним везама и корупцијом, сукобљеним интересима у чијем је центру Србија и наши јунаци.
Животна прича вође српског подземља, нарко-боса Петра Мараша, ближи се свом неминовном крају. Након куповине земљишта на планираној траси гасовода Јужни ток за снабдевање западне Европе руским гасом он покуша да спаси себе и своју екипу уцењујући државу. Ипак, убрзо постаје јасно да Мараш мора да повуче много ризичније потезе да би, заједно са својом породицом и екипом, преживео рат који им је његов вођа Црвени наметнуо.

## Улоге

### Главне
- Милош Биковић као Петар Мараш
- Миодраг Радоњић као Марко „Баћа”
- Предраг Мики Манојловић као Драгослав „Цар”
- Александар Берчек као Црвени
- Јована Стојиљковић као Софија Мараш
- Богдан Диклић као Лазар
- Радован Вујовић као Танкосић
- Милутин Јанић као Лука Мараш
- Младен Совиљ као Дрка
- Андрија Кузмановић као Кифла
- Оксана Акиншина као Лариса
- Алексеј Гусков као Авгар
- Алексеј Гришин као Сергеј
- Вилијам Болдвин као Ворен Скот
- Ерик Робертс као Џон Бредли
- Александар Глигорић као Капућино

### Епизодне
- Дарко Стошић као Ђука
- Танасије Узуновић као Вуја
- Горан Навојец као Томица
- Мирко Влаховић Као Мирко Радоњић
- Алексеj Бјелогрлић као Лепи
- Тамара Крцуновић као Марија Ђурашиновић
- Милица Гојковић као Бојана/Јована
- Милош Самолов као Брана
- Марко Јанкетић као Роби
- Стефан Капичић као Плави
- Леон Лучев као Славен
- Пасквале Еспозито као Ћезаре
- Астрит Кабаши као Либеро
- Миодраг Крстовић као Бели
- Изудин Бајровић као Сава
- Иван Ђорђевић као Поповић
- Урош Јаковљевић као Јовић
- Милан Колак као Стеван
- Марко Гиздавић као Игор
- Гордан Кичић као Којић
- Александар Стојковић као Љубо
- Богдан Галић као Реља
- Саша Торлаковић као Бојанић
- Небојша Кундачина као председник скупштине
- Бранко Ђурић као Перишић
- Владимир Максимовић као Перишићев сарадник
- Владимир Ђорђевић као Амир
- Златија Оцокољић као Маријина колегиница
- Милица Трифуновић као Нина
- Анђелика Симић као Јелица
- Предраг Милетић као Ровчанин
- Елизабета Ђоревска као Софијина мајка
- Слађана Зрнић као Зорица
- Миодраг Драгичевић као Бамби
- Славен Дошло као саветник
- Франо Ласић као шеф
- Миодраг Милованов као Црни
- Првослав Заковски као Зелени
- Добрила Стојнић као секретарица
- Раде Марковић као Алави
- Момчило Пићурић као Маки
- Вахид Џанковић као Пикси
- Петар Милићевић  као Цаха
- Ненад Гвозденовић као доктор
- Мерседес де ла Круз као Воренова жена
- Оливера Бацић као Мара
- Ђорђе Ђоковић као Паки
- Татјана Венчеловски као мајка Лепог
- Павле Поповић као Микан
- Радослав Миленковић као Дркин отац
- Татјана Кецман као Кева
- Милан Чучиловић као гинеколог
- Ђузепе Ренцо као Паоло
- Антонио Скарпа као Лино
- Горан Јокић као Огњен
- Никола Станковић као Бојан
- Лазар Миљковић као Никола
- Урош Здјелар као телохранитељ
- Бојан Кривокапић као пилот
- Даниел Ковачевић као Дима
- Андреј Мекхонтшев као Алексеј
- Дмитриј Зенков као Миша
- Игор Опарин као Карп
- Душан Петковић као Бара
- Радоје Чанчаревић као Марашев човек
- Александар Симић као Мали
- Синиша Максимовић као игуман Сава
- Михаил Гаврилов као Авгаров асистент
- Дмитриј Лебедев као Пал
- Наталија Каченко као Тоња
- Олга Белавскаја као Ирада
- Евгенија Ешкина Ковачевић као наратор у реклами
- Иља Шидловски као Вили
- Евгениј Кузмин као Вадик
- Тимур Каируљин као Олави
- Мирон Лебедев као Дима
- Александр Устугов као Леонид
- Никита Касијаненко као Константин
- Стефан Вукић као осумњичени
- Душан Вукашиновић као инспектор
- Али Деми као Енвер
- Тара Тошевски као девојка у клубу
- Петар Миљуш као Контић
- Маја Ранђић као новинарка
- Југослав Крајнов као Маријин шеф
- Мирко Пантелић као странка у пошти
- Љубомир Тодоровић као обезбеђење у пошти
- Јасмина Вечански као дадиља
- Владимир Јоргић као Јеличин асистент
- Владан Јаковљевић као тужилац
- Дејан Јефтић као судија
- Бојан Лојковић као новинар у суду
- Романа Царан као девојка у спаваћој соби
- Исидора Лукић као репортер
- Јован Вилотић као младић у поршеу
- Огњен Малушић као младић у поршеу
- Едита Карађоле као Паолова девојка
- Марта Богосављевић као Воренова девојка
- Милош Танасковић као младић из комуне
- Сунчица Милановић као продавачица на пумпи
- Андреа Форца као службеница банке
- Рифат Рифатовић као Либеров војник
- Јелена Пејовић као новинар
- Доминик Чичак као младић на плажи
- Дује Каталинић као младић на плажи
- Ника Грбеља као девојка на плажи
- Жоржет Понте Ивет као девојка на плажи
- Алзан Пелешић као продавац баклава
- Филип Чукановић као водитељ
- Горан Сацка као анестезиолог
- Јован Крстић као Кифлин отац
- Гаврило Аврамовић као клинац
- Мирко Солдано као Паолов човек
- Валерио Еспозито као дечак
- Луцио Слама као бескућник
- Антун Тудић као старац
- Свен Јакир као непознати
- Игор Печењев као пецарош
- Домагој Ференчић као пецарош
- Олег Бојко као возач камиона
- Филип Бегановић као Баћин човек
- Мараван Билал као Колубијац
- Енди Хавијер као Колумбијац
- Алексеј Парашев као полицајац
- Роман Синитсин као полицајац
- Евгениј Антонов као снајпериста
- Михајло Ђорђевић
- Никола Тодоровић као новинар Жикић
- Стефан Ђурић Раста
- Љубомир Николић
- Невена Станисављевић

## Епизоде
| Бр. еп. (укупно) | Бр. еп. (у сезони) | Наслов         | Редитељ                                                                            | Сценариста                         | Премијера         |
| --- | ------------------ | -------------- | ---------------------------------------------------------------------------------- | ---------------------------------- | ----------------- |
| 19 | 1                  | „Епизода 3.1”  | Милош Аврамовић, Љубомир Божовић, Немања Ћеранић, Данило Бећковић и Милош Стаматов | Петар Михајловић и Милош Аврамовић | 25. фебруар 2023. |
| Поруку коју му је Црвени послао, убивши његовог брата Ненада, Мараш је у потпуности разумео. Свестан да се тренутак коначног обрачуна приближава и жели да га што више одложи не би ли за себе и своје људе обезбедио што бољу позицију. Док Баћа надгледа још једну "јужноамеричку испоруку", Мараш без поговора извршава наређење Црвеног и креће на пут упркос јасном ризику задатка на који га шаље.                            |                    |                |                                                                                    |                                    |                   |
| 20 | 2                  | „Епизода 3.2”  | Милош Аврамовић, Љубомир Божовић, Немања Ћеранић, Данило Бећковић и Милош Стаматов | Петар Михајловић и Милош Аврамовић | 26. фебруар 2023. |
| Марашева инвестиција у Источној Србији ће имати много већу улогу у наступајућим догађајима. То постане јасно када се реч о њој пронесе и скупштинским ходницима. Док Цар покушава да уради све што је у његовој моћи да се што више удаљи од свог "пређашњег живота", Мараш наставља са припремама за неминовни сукоб, још увек без јасног плана и потпуно несвестан да се списак његових противника повећава.                      |                    |                |                                                                                    |                                    |                   |
| 21 | 3                  | „Епизода 3.3”  | Милош Аврамовић, Љубомир Божовић, Немања Ћеранић, Данило Бећковић и Милош Стаматов | Петар Михајловић и Милош Аврамовић | 4. март 2023.     |
| Постаје јасно да за Мараша, Цара и Баћу, време које проводе са својим најближима и у обављању редовних "пословних обавеза" само на кратко може да створи илузију "нормалног живота". Ствари на које имају све мање утицаја их врло брзо враћају у реалност. Поготово Цара који схвата да се од прошлости не може побећи. Утицај прошлости осети и Софија која се посредно, током једног изласка, нађе у средишту "политичке афере". |                    |                |                                                                                    |                                    |                   |
| 22 | 4                  | „Епизода 3.4”  | Милош Аврамовић, Љубомир Божовић, Немања Ћеранић, Данило Бећковић и Милош Стаматов | Петар Михајловић и Милош Аврамовић | 5. март 2023.     |
| Смрт новинарке Бојане широм отвара врата нових проблема који ће се обрушити на несвесног Мараша, његове "миријевце" и породицу док се, уз Цареву помоћ, спрема да коначно повуче први потез и пронађе савезнике у наступајућем сукобу. Како се "траг крви" лагано увлачи и у Народну скупштину, бојно поље постаје богатије за још једну "интересну групу", чији се контролни центар налази далеко ван граница Србије.              |                    |                |                                                                                    |                                    |                   |
| 23 | 5                  | „Епизода 3.5”  | Милош Аврамовић, Љубомир Божовић, Немања Ћеранић, Данило Бећковић и Милош Стаматов | Петар Михајловић и Милош Аврамовић | 11. март 2023.    |
| Након сусрета са најјачим босовима српског подземља, Мараш схвати да су уз њега само они најслабији, а да се међу осталима крије и човек који ће заузети његово место. Вест о Марашевој намери да крене на њега врло брзо стигне и до Црвеног и "удружења" чији је члан. Предосећајући почетак краја Мараш и Цар желе да пре свега обезбеде породицу.                                                                               |                    |                |                                                                                    |                                    |                   |
| 24 | 6                  | „Епизода 3.6”  | Милош Аврамовић, Љубомир Божовић, Немања Ћеранић, Данило Бећковић и Милош Стаматов | Петар Михајловић и Милош Аврамовић | 12. март 2023.    |
| Талас хаоса, који је својом последњом акцијом покренуо Цар, врло брзо захвата све актере саге "Јужни ветар". И док једни захваљући томе коначно добијају прилику да се обрачунају са својим противницима, или да се просто окористе нечијом лошом срећом, други бивају приморани да се боре за голи живот бежећи ван граница Србије.                                                                                                |                    |                |                                                                                    |                                    |                   |
| 25 | 7                  | „Епизода 3.7”  | Милош Аврамовић, Љубомир Божовић, Немања Ћеранић, Данило Бећковић и Милош Стаматов | Петар Михајловић и Милош Аврамовић | 18. март 2023.    |
| Док се Мараш и Баћа навикавају на своју нову стварност, Црвени трпи критике колега који имају све мање разумевања за његову самовољу. Лариса коначно своју потрагу са тла Русије премешта у Београд, учинивши да прилике на "бојном пољу" постану још компикованије. Томе доприноси и Софија која, на своју руку, започиње борбу за очување породице.                                                                               |                    |                |                                                                                    |                                    |                   |
| 26 | 8                  | „Епизода 3.8”  | Милош Аврамовић, Љубомир Божовић, Немања Ћеранић, Данило Бећковић и Милош Стаматов | Петар Михајловић и Милош Аврамовић | 19. март 2023.    |
| Мараш, докопавши се Јадранског мора, доживи нови ударац када схвати да његов хрватски ортак није у стању да му пружи било какву заштиту. Док Софија покушава да уђе у траг свим Марашевим пословима, Београд, по ко зна који пут, постаје "поприште сукоба" Истока и Запада. Ипак, Русија и Америка нису једине земље које би желеле да остваре свој утицај на тлу Србије.                                                          |                    |                |                                                                                    |                                    |                   |
| 27 | 9                  | „Епизода 3.9”  | Милош Аврамовић, Љубомир Божовић, Немања Ћеранић, Данило Бећковић и Милош Стаматов | Петар Михајловић и Милош Аврамовић | 25. март 2023.    |
| Софија не слути да се и на њеном путу ка коначном циљу појавио “страни чинилац”. Мада делује да се њен план, упркос потешкоћама на које наилази, уз помоћ Лазара и Јоване развија у жељеном правцу. Положај Црвеног постаје све неизвеснија, што не утиче на његову потребу да настави лов на Мараша који се нада да ће му “ново познанство” обезбедити безбедан повратак у Србију.                                                 |                    |                |                                                                                    |                                    |                   |
| 28 | 10                 | „Епизода 3.10” | Милош Аврамовић, Љубомир Божовић, Немања Ћеранић, Данило Бећковић и Милош Стаматов | Петар Михајловић и Милош Аврамовић | 26. март 2023.    |
| Неочекивани телефонски позив Марашу и Баћи коначно омогући повратак у Београд али не баш и очекиваном маршрутом. С друге стране границе, Јованин чланак о „добротвору из сенке“ као да изазове реакције преосталих актера ове саге. За неке од њих то ће значити и почетак краја. |                    |                |                                                                                    |                                    |                   |
| 29 | 11                 | „Епизода 3.11” | Милош Аврамовић, Љубомир Божовић и Данило Бећковић                                 | Петар Михајловић и Милош Аврамовић | 1. април 2023.    |
| Мараш прима вест која га још више удаљи од наде да ће му се ризик на који је пристао одласком на Косово исплатити и то у тренутку у ком је помислио да се не може наћи у незавиднијом стању. Да се што боље припреми за преговоре који му следе одмаже му и чињеница да је Софија, на своју руку, све време радила иза његових леђа, а да је Баћино понашање постајало све ризичније.                                               |                    |                |                                                                                    |                                    |                   |
| 30 | 12                 | „Епизода 3.12” | Милош Аврамовић, Љубомир Божовић, Немања Ћеранић, Данило Бећковић и Милош Стаматов | Петар Михајловић и Милош Аврамовић | 2. април 2023.    |
| Мараш се, у недостатку било каквих опција, за помоћ обраћа последњој "инстанци“ долазећи до закључка да је, као и увек до тада, све било у његовим рукама и зависило од његових одлука. По повратку у Београд, оставши по први пут у потпуности сам, Мараш прихвата нову улогу која му је, сплетом околности којих није био свестан, наметнута.                                                                                     |                    |                |                                                                                    |                                    |                   |